# Супертюрьма!
Тюряга (англ. Superjail!) — американский телевизионный мультсериал, известный своей жестокостью, психоделичностью и неординарным сценарием.

## Сюжет
Действие сериала происходит внутри тюрьмы, что находится внутри вулкана, который в свою очередь расположен в другом, более крупном вулкане. Изнутри тюрьма представляет собой собственную реальность, в которой пространство и время живут по своим, неестественным и даже пугающим законам, которые изменяются (но не всегда) по прихоти начальника тюрьмы.
В каждом эпизоде начальнику тюрьмы в голову приходит какой-нибудь необычный план, который он на протяжении серии пытается реализовать с помощью своих помощников. Но каждый раз в реализации плана ему мешают близнецы, живущие в подполье тюрьмы. Обычно всё это заканчивается особо жестоким кровопролитием и беспределом.

## Персонажи мультфильма
- Марк Дэвис[1] (Ворден) (англ. Mark Davis; The Warden, в переводе с английского — надзиратель, надсмотрщик) — владелец тюрьмы. Одет во всё фиолетовое, а именно — костюм, перчатки, высокую шляпу и очки. Скорее всего страдает тяжёлой формой шизофрении, проявляющейся в его сумасшедших идеях, которые он пытается воплотить в каждой серии. Очень часто фантазии Вордена воплощаются в реальность, что ставит под сомнение реальность самой супертюрьмы и всего в ней происходящего. Имеет влечение к Элис.
- Джаред (англ. Jared) — большеголовый финансовый управляющий. Страдает алкогольной и зависимостью и патологическим потоотделением. У него часто случаются нервные срывы, из-за которых происходит много неприятностей.
- Элис (Алиса) (англ. Alice) — единственный охранник тюрьмы. Очень мужеподобна, что проявляется в низком голосе, сильно развитой мускулатуре и растительности на лице. Ещё до службы в супертюрьме был известен как «здоровяк Эл», один из лучших тюремных охранников в мире, легко обезвреживающий толпу разъяренных заключенных обыкновенным столовым подносом. Эл был влюблен в своего бывшего надзирателя, из-за которого решил сменить пол. Однако ничего хорошего из этого не вышло, так как надзиратель оказался гомосексуалом и в ужасе уволил Элис. Получив работу в супертюрьме, она успешно справляется со своими обязанностями, а также иногда использует заключенных для удовлетворения своих сексуальных потребностей.
- Джейлбот (Тюрьминатор) (англ. Jailbot, в переводе — тюремный робот) — робот, созданный Ворденом в основном для ловли преступников и доставки их в тюрьму. Немного напоминающий могильную плиту трансформер, напичканный разнообразным оружием и инструментами. Хотя Джейлбот представляет собой пик современной техники, его модель считается немного устарелой по тюремным стандартам. Невероятно эффективный убийца, причем во время бойни проявляет оригинальность и даже определенное чувство чёрного юмора. Имеет и положительные качества: очень предан хозяину, а также питает явную симпатию к детям, стараясь не обижать или морально травмировать их по мере возможности. Охотясь на Джекнайфа, крушит всё на своем пути, в лучшем случае принося материальный ущерб какому-нибудь заведению, а в худшем — бесцеремонно уничтожая толпы зазевавшихся пешеходов.
- Добрый доктор, живущий в подземельях тюрьмы и проводящий жестокие эксперименты над заключёнными. Создаёт новые изобретения по заказу Вордена. Разговаривает с заметным немецким акцентом; однажды упоминает, что был молодым офицером «на войне». Несмотря на излишний вес, является неплохим бойцом, а также мастерски использует огнестрельное оружие. Успешно скрещивает ДНК заключенных с животными, в результате получая разнообразных чудовищ. Однажды создал непобедимого гладиатора («подопытный #7») из клонированных частей тела персонала супертюрьмы.
- Близнецы — два брата-блондина, Пришельцы с другой планеты, прибывшие на Землю (согласно 4-й серии 2-го сезона) на одногодичные каникулы, но отказывающиеся от возвращения обратно, несмотря на желание отца вернуть их любым путём. Занимаются тем, что издеваются над Ворденом и его свитой, используя свои необычные способности. Также имеют доступ к сложному терминалу супертюрьмы (кроме них, им не пользуется).
- Джекнайф (англ. Jacknife, в переводе — выкидной нож) — закоренелый уголовный преступник, которого в начале каждого эпизода (помимо седьмого) ловит и доставляет в тюрьму Джейлбот (зачастую причиняя при этом гораздо больше вреда окружающим, чем действия самого Джекнайфа). Во всех отношениях проявляется как жестокий и безнравственный человек, не имеющий совести. На протяжении сериала грабил стариков, отбирал лекарства у смертельно больных детей, обирал трупы на кладбище. Поведение Джекнайфа отчасти объясняется ужасным детством: отец хулигана однажды обменял игрушки Джекнайфа на бутылку виски. Не умеет или не любит разговаривать, общается странным ворчанием и повизгиванием. Среди немногочисленных положительных черт Джекнайфа выделяются упорство и стремление к свободе. Почти в каждой серии бандит находит способ сбежать из тюрьмы, пользуясь собственной смекалкой, царящим хаосом, или просто счастливой случайностью. Примечательно, что между Джекнайфом и Джейлботом образовалось что-то вроде агрессивной дружбы: противники помогают друг другу, оказавшись на опасном необитаемом острове, а также известен по крайней мере один случай, когда робот добровольно отпустил Джекнайфа на свободу. Также Джекнайф выглядел подавленным, когда был арестован полицией и отправлен в обычную тюрьму вместо острова супертюрьмы.
- Лорд Стингрей (Скат) (англ. Lord Stingray) — пришелец, антагонист в 2-3 сезоне. Выглядит как жёлтый гуманоид с треугольной головой. Носит красные очки и красный плащ. Является одним из главных врагов Вордена и имеет стремление превзойти его во всём.

Помимо вышеперечисленных персонажей, имеется ряд второстепенных персонажей, появляющихся эпизодически: человек в очках (Гэри) с канарейкой-убийцей; двое заключённых-геев; заключённый, пытающийся всем показать свои гениталии; обезображенный ожогами заключённый, который может создавать огонь с помощью своих рук; страдающий манией величия заключённый в жёлтом костюме.